# Bolivarella
Bolivarella is een geslacht van rechtvleugeligen uit de familie Pamphagidae. De wetenschappelijke naam van dit geslacht is voor het eerst geldig gepubliceerd in 1887 door Saussure.

## Soorten
Het geslacht Bolivarella omvat de volgende soorten:
- Bolivarella acuminata Bolívar, 1889
- Bolivarella calens Saussure, 1887